# 1992年の音楽
1992年の音楽（1992ねんのおんがく）では、1992年（平成4年）の音楽分野に関する出来事について記述する。
1991年の音楽-1992年の音楽-1993年の音楽

## 概要・できごと
- サザンオールスターズ2枚同時発売シングル「涙のキッス」と「シュラバ★ラ★バンバ」が、オリコンのシングルチャート1・2フィニッシュで初登場[1]。
- 日本でのCDプレーヤーの普及率 47.5% (内閣府「消費動向調査」)[2]。

### 詳細
- 10月16日、ニューヨークのマディソン・スクエア・ガーデンで、ボブ・ディラン[注 1]のデビュー30周年を記念したトリビュート・コンサートが行われた。
- 尾崎豊[注 2]が4月25日に死去した。尾崎のアルバムは、アルバムチャートTOP10の内6作同時チャートインしている。
- 9月11日、ちあきなおみ[注 3]が夫郷鍈治と死別。ちあきは数日後、書面でコメントを発表。引退宣言はしていないが、以後一切の芸能活動を完全に休止し、引退同然となった。
- 米米CLUB[注 4]の「君がいるだけで」が、大ヒットを記録した。
- 浜田省吾[注 5]のシングル「悲しみは雪のように」が、オリコン・チャートで2週連続1位を記録。その後首位を明け渡したのちに、再度8週連続1位で通算10週1位を獲得した。
- TBSテレビで約3年ぶりに音楽ランキング番組『突然バラエティー速報!!COUNT DOWN100』放送開始（1993年3月終了）。1993年4月開始の『COUNT DOWN TV』の前身番組。
- チェッカーズが12月31日の紅白歌合戦を最後に解散となった。

## 洋楽シングル
| - 4ノン・ブロンズ – ワッツ・アップ? - アトランティック・スター - 「マスター・ピース」「ラブ・クレイジー」 - アレステッド・ディベロップメント – 「ピープル・エヴリデイ」「テネシー」 - チャッキー・ブッカー – 「ゲームズ」 - メアリー・J. ブライジ - 「リアル・ラヴ」 - ボーイズIIメン - 「エンド・オブ・ザ・ロード」 - EPMD – 「クロスオーヴァー」 - インナー・サークル – 「スウェット」 - エリック・クラプトン – 「いとしのレイラ]「ティアーズ・イン・ヘヴン」 - アン・ヴォーグ – 「マイ・ラヴィン」 - ホイットニー・ヒューストン - 「オールウェイズ・ラヴ・ユー」 - エリックB&ラキム – 「ドント・スウェット・ザ・テクニック」 - クラウデッド・ハウス – 「ウェザー・ウィズ・ユー」 - k.d.ラング – 「ミス・シャトレイン」 - シェイクスピアズ・シスター - 「ステイ」 | - シャニース – 「アイ・ラヴ・ユア・スマイル」 - スナップ! - 「リズム・イズ・ア・ダンサー」 - チャカ・ディマス&プライアーズ – 「マーダー・シー・ロート」 - テイク・ザット 「恋はマジック」 - ニルヴァーナ - 「スメルズ・ライク・ティーン・スピリット」 - ブルース・スプリングスティーン – 「ヒューマン・タッチ」 - マイケル・ジャクソン - 「リメンバー・ザ・タイム」 - レッド・ホット・チリ・ペッパーズ – 「アンダー・ザ・ブリッジ」 - U2 – 「ワン」 - U2 – Even Better Than the Real Thing - U2 – Mysterious Ways - レクスン・エフェクト – 「ランプ・シェイカー」 - ヴァネッサ・ウィリアムス - 「セイヴ・ザ・ベスト・フォー・ラスト」 - ZZトップ – ビバ・ラスベガス |

## 洋楽アルバム
- アフガン・ウィッグス『コングリゲーション』
- トーリ・エイモス – Little Earthquakes
- アリス・イン・チェインズ – ダート
- アリス・イン・チェインズ – サップ (EP)
- Arrested Development – 3 Years, 5 Months & 2 Days in the Life Of... (debutalbum)
- The B-52's – グッド・スタッフ
- Bad Religion – '80-'85
- Bad Religion – ジェネレイター
- ドクター・ドレー『ザ・クロニック』
- サウンドトラック『ジュース』
- グリーン・デイ『カープランク』
- ソニック・ユース『ダーティ』
- ルー・リード『マジック・アンド・ロス』
- レッド・ホット・チリ・ペッパーズ『ブラッド・シュガー・セックス・マジック』
- R.E.M.『オートマチック・フォー・ザ・ピープル』
- スザンヌ・ヴェガ – 99.9 F
- トム・ウェイツ – Bone Machine
- トム・ウェイツ – Night on Earth
- ウィーン – Pure Guava
- W.A.S.P. – The Crimson Idol
- ニール・ヤング – Harvest Moon

## ジャズ
- テレンス・ブランチャード『ザ・マルコムX・ジャズ・スート』

## クラシック
- フィリップ・グラス『シンフォニーNo1』

## 総合シングル (オリコン)
※集計期間 1991年12月2日付 - 1992年11月30日付
集計会社 オリコン
- 1位 米米CLUB：「君がいるだけで／愛してる」
- 2位 浜田省吾：「悲しみは雪のように」
- 3位 B'z：「BLOWIN'」
- 4位 大事MANブラザーズバンド：「それが大事」
- 5位 サザンオールスターズ：「涙のキッス」
- 6位 とんねるず：「ガラガラヘビがやってくる」
- 7位 槇原敬之：「もう恋なんてしない」
- 8位 CHAGE&ASKA：「if」
- 9位 今井美樹：「PIECE OF MY WISH」
- 10位 中島みゆき：「浅い眠り」
- 11位 B'z：「ZERO」
- 12位 ZOO：「Choo Choo TRAIN」
- 13位 サザンオールスターズ：「シュラバ★ラ★バンバ」
- 14位 小野正利：「You're the Only…」
- 15位 織田哲郎：「いつまでも変わらぬ愛を」
- 16位 GAO：「サヨナラ」
- 17位 平松愛理：「部屋とYシャツと私」
- 18位 DREAMS COME TRUE：「決戦は金曜日／太陽が見てる」
- 19位 CHAGE&ASKA：「僕はこの瞳で嘘をつく」
- 20位 大黒摩季：「DA・KA・RA」
- 21位 HOUND DOG：「BRIDGE〜あの橋をわたるとき〜」
- 22位 THE ALFEE：「Promised Love」
- 23位 TUBE：「ガラスのメモリーズ」
- 24位 TUBE：「夏だね」
- 25位 槇原敬之：「冬がはじまるよ」
- 26位 CHAGE&ASKA：「no no darlin'」
- 27位 稲垣潤一：「クリスマスキャロルの頃には」
- 28位 KIX・S：「また逢える…」
- 29位 TUNNELS：「一番偉い人へ」
- 30位 髙橋真梨子：「はがゆい唇」
- 31位 楠瀬誠志郎：「ほっとけないよ」
- 32位 J-WALK：「何も言えなくて…夏」
- 33位 X：「Say Anything」
- 34位 鈴木雅之：「もう涙はいらない」
- 35位 爆風スランプ：「涙2 (LOVEヴァージョン)」
- 36位 T-BOLAN：「じれったい愛」
- 37位 中山美穂&WANDS：「世界中の誰よりきっと」
- 38位 槇原敬之：「どんなときも。」
- 39位 CHAGE&ASKA：「LOVE SONG」
- 40位 V2：「背徳の瞳〜Eyes of Venus〜」
- 41位 バブルガム・ブラザーズ：「WON'T BE LONG」
- 42位 T-BOLAN：「離したくはない」
- 43位 ZARD：「眠れない夜を抱いて」
- 44位 中西圭三：「Woman」
- 45位 長渕剛：「巡恋歌'92」
- 46位 井上陽水：「少年時代」
- 47位 LINDBERG：「恋をしようよ Yeah! Yeah!」
- 48位 DREAMS COME TRUE：「晴れたらいいね」
- 49位 中山美穂：「遠い街のどこかで…」
- 50位 沢田知可子：「会いたい」

## 総合アルバム (オリコン)
※集計期間 1991年12月2日付 - 1992年11月30日付
集計会社 オリコン
- 1位 CHAGE&ASKA：『SUPER BEST II』
- 2位 B'z：『IN THE LIFE』
- 3位 松任谷由実：『DAWN PURPLE』
- 4位 米米CLUB：『Octave』
- 5位 DREAMS COME TRUE：『The Swinging Star』
- 6位 B'z：『RUN』
- 7位 サザンオールスターズ：『世に万葉の花が咲くなり』
- 8位 プリンセス・プリンセス：『SINGLES 1987-1992』
- 9位 DREAMS COME TRUE：『MILLION KISSES』
- 10位 槇原敬之：『君は僕の宝物』
- 11位 桑田佳祐：『フロム イエスタデイ』
- 12位 CHAGE&ASKA：『GUYS』
- 13位 尾崎豊：『放熱への証』
- 14位 長渕剛：『JAPAN』
- 15位 プリンセス・プリンセス：『DOLLS IN ACTION』
- 16位 LINDBERG：『LINDBERG V』
- 17位 竹内まりや：『Quiet Life』
- 18位 ZOO：『Present Pleasure』
- 19位 浜田省吾：『愛の世代の前に』
- 20位 小田和正：『sometime somewhere』
- 21位 氷室京介：『masterpiece ＃12』
- 22位 渡辺美里：『HELLO LOVERS』
- 23位 HOUND DOG：『BRIDGE』
- 24位 CHAGE&ASKA：『TREE』
- 25位 杏里：『MOANA LANI』
- 26位 ZARD：『HOLD ME』
- 27位 NOKKO：『Hallelujah』
- 28位 杏里：『MY FAVORITE SONGS 2』
- 29位 永井真理子：『yasashikunaritai』
- 30位 久保田利伸：『Naptune』
- 31位 TUBE：『納涼』
- 32位 T-BOLAN：『BABY BLUE』
- 33位 尾崎豊：『十七歳の地図』
- 34位 DREAMS COME TRUE：『LOVE GOES ON…』
- 35位 岡村孝子：『mistral』
- 36位 T-BOLAN：『SO BAD』
- 37位 鈴木雅之：『FAIR AFFAIR』
- 38位 LINDBERG：『FLIGHT RECORDER 1989-1992 -little wing-』
- 39位 HOUND DOG：『FAVORITE THINGS 〜HOUND DOG BEST 1987-1992〜』
- 40位 KATSUMI：『ROSE IS A ROSE』
- 41位 中西圭三：『yell』
- 42位 ZOO：『Gorgeous』
- 43位 T-BOLAN：『夏の終わりに 〜Acoustic Version〜』
- 44位 J-WALK：『心の鐘を叩いてくれ -KNOCK THE BELLS OF MY HEART-』
- 45位 T-BOLAN：『T-BOLAN』
- 46位 マイケル・ジャクソン：『デンジャラス』
- 47位 尾崎豊：『回帰線』
- 48位 TMN：『COLOSSEUM I』
- 49位 BUCK-TICK：『殺シノ調べ This is NOT Greatest Hits』
- 50位 B'z：『RISKY』

## 音楽配信 (日本)

### 音楽配信ゴールド認定シングル
| 作品名                                                        | 認定月           |
| ダブル・プラチナ                                              | ダブル・プラチナ |
| ------------------------------------------------------------- | ---------------- |
| 米米CLUB「君がいるだけで」                                    | 2018年4月        |
| プラチナ                                                      |                  |
| B'z「いつかのメリークリスマス」                               | 2012年1月        |
| ホイットニー・ヒューストン「オールウェイズ・ラヴ・ユー」      | 2014年1月        |
| 中山美穂&WANDS「世界中の誰よりきっと」                        | 2020年12月       |
| ゴールド                                                      |                  |
| マイケル・ジャクソン「ヒール・ザ・ワールド」                  | 2010年3月        |
| エリック・クラプトン「ティアーズ・イン・ヘヴン」              | 2014年2月        |
| 髙橋真梨子「はがゆい唇」                                      | 2017年1月        |
| ピーボ・ブライソン/レジーナ・ベル「ホール・ニュー・ワールド」 | 2018年5月        |

### ストリーミング認定シングル
| 作品名                      | 認定月    |
| ゴールド                    | ゴールド  |
| --------------------------- | --------- |
| 中西保志「最後の雨」        | 2023年5月 |
| Mr.Children「抱きしめたい」 | 2023年6月 |

## イベント
| 開催日        | タイトル                                                    |
| ------------- | ----------------------------------------------------------- |
| 7月25日・26日 | 第10回 PEACEFUL LOVE ROCK FESTIVAL 1992                     |
| 7月26日       | MEET THE WORLD BEAT '92                                     |
| 8月9日        | KIRIN SOUND TOGETHER POP HILL '92                           |
| 8月9日        | Rock'n Roll Olympic 1992                                    |
| 8月13日       | Exciting Summer in WAJIKI 1992                              |
| 9月27日       | 定禅寺ストリートジャズフェスティバル 1992                   |
| 10月11日      | 第1回ヤマハ・ミュージック・クエスト世界大会                 |
| 12月18日      | ミュージックステーションスペシャル スーパーライブ92（初回） |
| 12月31日      | 第43回NHK紅白歌合戦                                         |

### 日本武道館公演
- 1月1日 - SMAP
- 1月2日・3日・6日・7日・9日・10日 - プリンセス プリンセス
- 1月4日 - BAKU
- 1月13日・14日・16日・17日 - 布袋寅泰
- 1月20日・21日・22日 - スティング
- 2月5日 - 1万人の5本締め
- 2月6日・7日 - 坂本龍一
- 2月8日・9日・10日・15日・16日 - HOUND DOG
- 2月12日・13日・14日 - ポーラ・アブドゥル
- 2月24日・25日・27日・28日・29日 - UNICORN
- 3月2日・3日 - 徳永英明
- 3月6日 - ブライアン・アダムス
- 3月11日・12日・13日・16日 - JUN SKY WALKER(S)
- 3月29日・30日・31日 - 大江千里
- 4月18日 - 忌野清志郎 + BOOKER T. & THE MG'S
- 4月20日・21日 - DREAMS COME TRUE
- 4月25日 - 小田和正
- 4月26日・27日 - 井上陽水
- 5月6日・7日 - CHAGE and ASKA
- 5月17日 - CoCo
- 5月26日・27日 - BUCK-TICK
- 6月2日 - THE BLUE HEARTS
- 6月10日・11日・12日 - 松田聖子
- 7月2日・3日・4日・6日・7日・21日・22日・23日 - 矢沢永吉
- 8月17日 - ZIGGY
- 8月18日・19日・20日・21日 - チェッカーズ
- 8月26日・27日 - SMAP
- 9月3日・4日 - スターダスト☆レビュー
- 10月7日・8日 - スキッド・ロウ
- 10月18日・19日 - 布袋寅泰
- 10月24日・25日・26日 - HOUND DOG
- 10月30日 - EXTASY SUMMIT 92
- 11月30日 - 南こうせつ
- 12月7日・8日 - 安全地帯
- 12月9日・10日 - 吉川晃司
- 12月12日 - 岡村孝子
- 12月14日 - MULTI MAX
- 12月15日・16日 - 谷村有美
- 12月17日 - ZI:KILL
- 12月20日 - 都はるみ
- 12月22日・23日・24日 - THE ALFEE
- 12月25日・26日・27日・28日 - チェッカーズ
- 12月29日 - LA-PPISCH

### 東京ドーム公演
| 日時                                               | アーティスト             |
| -------------------------------------------------- | ------------------------ |
| 1月5日・6日・7日                                   | X                        |
| 2月19日・20日・22日                                | ガンズ・アンド・ローゼズ |
| 4月3日・4日                                        | プリンス                 |
| 5月15日                                            | 長渕剛                   |
| 11月16日                                           | M.C.ハマー               |
| 12月12日・14日・17日・19日・22日・24日・30日・31日 | マイケル・ジャクソン     |

### 横浜アリーナ公演
- 1月25日 - スティング
- 2月8日・9日 - ポーラ・アブドゥル
- 2月20日 - ニュー・キッズ・オン・ザ・ブロック
- 2月23日 - ブライアン・アダムス
- 3月11日 - TM NETWORK
- 3月14日・15日 - BUCK-TICK
- 3月23日・24日・26日・27日 - 松任谷由実
- 3月29日・30日・31日 - 光GENJI
- 4月4日・5日 - 井上陽水
- 4月9日 - プリンス
- 4月11日・12日 - TM NETWORK
- 4月13日・14日・16日・17日 - CHAGE and ASKA
- 4月18日・19日 - 中島みゆき
- 5月2日・3日・4日・5日 - 光GENJI
- 5月16日・17日 - DREAMS COME TRUE
- 5月19日 - 長渕剛
- 7月4日・5日 - 松田聖子
- 7月18日・19日・8月19日・20日 - B'z
- 8月28日・29日・30日・31日 - 光GENJI
- 9月10日・11日 - BUCK-TICK
- 11月28日・29日 - THE ALFEE
- 12月7日 - チェッカーズ
- 12月12日・13日・15日・16日 - 米米CLUB
- 12月19日・20日 - 布袋寅泰
- 12月22日・23日 - 渡辺美里
- 12月24日 - 大江千里
- 12月26日・27日・29日・30日 - サザンオールスターズ

## 主な音楽賞
| 賞                                                     | 受賞作・受賞者 |
| ------------------------------------------------------ | --- |
| 第34回日本レコード大賞                                 | 歌謡曲・演歌部門 - 日本レコード大賞 - 大月みやこ：『白い海峡』 - アルバム大賞 - 坂本冬美：『男惚れ』 - 最優秀歌唱賞 - 山川豊：『夜桜』 - 最優秀新人賞 - 永井みゆき：『大阪すずめ』 - ゴールド・ディスク賞 - 堀内孝雄&桂銀淑：『都会の天使たち』、香西かおり：『花挽歌』 - 新人賞 - 田川寿美：『女…ひとり旅』 ポップス・ロック部門 - 日本レコード大賞 - 米米CLUB：『君がいるだけで』 - アルバム大賞 - サザンオールスターズ：『世に万葉の花が咲くなり』 - 最優秀ボーカル賞 - 松田聖子：『きっと、また逢える…』 - 最優秀新人賞 - 小野正利：『You're the only…』 - ゴールド・ディスク賞 - ドリームズ・カム・トゥルー：『決戦は金曜日』、J-WALK：『何も言えなくて…夏』、サザンオールスターズ：『涙のキッス』、髙橋真梨子：『はがゆい唇』 - 新人賞 - 大黒摩季：『DA・KA・RA』、加藤紀子：『今度私どこか連れていって下さいよ』、高橋洋子：『もう一度逢いたくて』 |
| 第30回ゴールデン・アロー賞                             | - 音楽賞 - 米米CLUB - 新人賞（音楽） - 小野正利、小林ひさし、田川寿美 |
| 第25回下谷賞                                           | - 下谷賞 - 松尾善雄「サンキュー・ベリー・マーチ」 - 佳作 - 坂本智「秋田っ子マーチ」 |
| 第25回全日本有線放送大賞                               | - グランプリ - 米米CLUB「君がいるだけで」 |
| 第25回日本有線大賞                                     | - 日本有線大賞 - 藤あや子『こころ酒』 - 最多リクエスト歌手賞 - 香西かおり『流恋草』 - 最優秀新人賞 - 田川寿美『女…ひとり旅』 |
| 第25回日本作詩大賞                                     | - 大賞 - 中村美律子「酒場ひとり」 |
| 第24回サントリー音楽賞                                 | - 練木繁夫 |
| 第24回新宿音楽祭                                       | - 金賞 - 田川寿美、永井みゆき、宮田愛 - 銀賞 - 加藤紀子ほか |
| 第23回日本歌謡大賞                                     | - 大賞 - 香西かおり「花挽歌」 - 優秀放送音楽新人賞 - 田川寿美「女・・・ひとり旅」、永井みゆき「大阪すずめ」 |
| 第22回モービル音楽賞                                   | - 邦楽部門 - 宮田哲男 - 洋楽部門（本賞） - 中澤桂 - 洋楽部門（奨励賞） - 佐久間由美子 |
| 第20回ジロー・オペラ賞                                 | - オペラ大賞 - 該当者なし - オペラ賞 - 小濱妙美、戸山俊樹、鈴木敬介 - 新人賞 - 塩田美奈子、平松英子、福井敬 |
| 第20回東京音楽祭（最終回）                             | - グランプリ - スモーキー・マウンテン「パライソ」 |
| 第18回歌謡ゴールデン大賞・新人グランプリ               | - 永井みゆき |
| 第17回南里文雄賞                                       | - 高柳昌行 |
| 第17回ライオンリスナーズグランプリ・FM東京最優秀新人賞 | - 小野正利 |
| 第16回長崎歌謡祭                                       | - グランプリ - 石嶺聡子 |
| 第13回入野賞                                           | - カスパール・ヨハネス・ワルター『Nr.1 und 2 aus"4 Stücke gegen den Stillstand" für kleines Orchester』 |
| 第11回メガロポリス歌謡祭                               | - 最優秀新人ダイヤモンド賞・最優秀新人賞 - SMAP、田川寿美、永井みゆき |
| 第11回JASRAC賞                                         | - 金賞 - CHAGE&ASKA「SAY YES」 - 銀賞 - CHAGE&ASKA「僕はこの瞳で嘘をつく」 - 銅賞 - 米米CLUB「君がいるだけで」 - 国際賞 - THE MIRACLE PLANET ON STRINGS(地球大紀行) - 外国作品賞 - WHEN YOU WISH UPON A STAR（星に願いを）（2回目） |
| 第11回中島健蔵音楽賞                                   | - 苅田雅治 - 宮田まゆみ |
| 第10回咲くやこの花賞 音楽部門                          | - 田中修二 |
| 第9回現音作曲新人賞                                    | - 伊左治直・内本喜夫 |
| 第6回TEENS' MUSIC FESTIVAL                             | - ティーンズ大賞・文部大臣奨励賞 - TUZKI - オーディエンス大賞・あんたが大賞・パフォーマンス賞 - HOI HOI - 選考員特別賞 - ピンキージンバブエ、カメルンナミ&イケズ - 熱演賞 - Funky Monkey Doughnucho II - サウンド賞 - MARQUEE - アイドル賞 - RADIANCE |
| 第6回日本ゴールドディスク大賞                          | （対象期間 1991年2月1日 - 1992年1月31日） - 邦楽 - CHAGE&ASKA - 洋楽 - マドンナ |
| 第3回朝日作曲賞 (合唱)                                 | - 入賞 - 山岸徹「木馬」 - 入賞 - 小山順子「ばっぷくどん」 - 佳作 - 山口哲人「まるい空」 |
| 第3回朝日作曲賞 (吹奏楽)                               | - 川辺真「ターンブル・マーチ」 |
| 第3回出光音楽賞                                        | - 小野隆浩、猿谷紀郎、竹澤恭子、吉村七重、若林顕 |
| 第3回日本製鉄音楽賞                                    | - フレッシュアーティスト賞 - 服部譲二 - 特別賞 - 田中希代子 |
| 第3回BSヤングバトル                                    | - グランプリ - MISERY - 優秀賞 - THE CRYBABY'S、SUZZY、BIS - 審査員特別賞 - Green、弘平ラーメン |
| 第2回芥川作曲賞                                        | - 山田泉『一つの素描〜ピアノとオーケストラによる2』 |
| 第2回秋吉台国際作曲賞                                  | - 川島素晴 |
| 第2回NHK新人歌謡コンテスト                             | - グランプリ - 山本実枝 |

## デビュー

### 1月
- 8日 - 新島弥生「星は泣かない」
- 21日 - M-AGE「WALK ON THE MOON」「3 RE-MIX + 1」
- 21日 - Sister's No Future「Sonic Beat」
- 21日 - 佐藤聖子「Moonlight Wolf」
- 21日 - CHICA BOOM「CHICA BOOM」
- 21日 - 井上浩之「六月の白い朝」
- 21日 - The Becauz「Silly Girl」

### 2月
- 5日 - DIE IN CRIES「MELODIES」
- 5日 - 松田博幸「MONOCHROME MELODY」
- 21日 - きんちゃん、ぎんちゃん&セタガヤン・プチ「きんちゃんとぎんちゃん」
- 21日 - SUBLIMINAL CALM（いとうせいこう・藤原ヒロシ）「SUBLIMINAL CALM」
- 21日 - DEER「Hard Rock」
- 21日 - 永井みゆき「大阪すずめ」
- 21日 - The 5 TEARDROPS「夢見るJACK & BETTY」
- 21日 - Bonnie Duck!?「パンパカパン」「ボニーダク男」
- 21日 - 吉水孝之「真夜中バイクを走らせて」
- 21日 - 吉本新喜劇オールスターズ「エクスタシー」
- 25日 - ELEGANT PUNK「大地と空と小さな幸せ」
- 25日 - SWAY「CHIME」
- 26日 - 大石円（現・大石まどか）「恋のしのび雨」
- 26日 - 細江真由子（現・みずき舞）「花束」

### 3月
- 1日 - Arakawa Rap Brothers「アナーキー・イン・AK」
- 1日 - 水谷紹「今日の計画～OAO～」
- 11日 - 神崎まき「アルバイト・デイズ」
- 11日 - NOKKO「CRAZY CLOUDS」（ソロデビュー）
- 18日 - 小田茜「あなたがいるからここにいる」
- 18日 - W-NAO「孤独のRunaway」
- 21日 - infix「Romancing Journey」「青春楽団」
- 21日 - VisioN「君を探して」
- 21日 - GULT DEP「VOLUME ONE」
- 21日 - GALBO「ファイト!」
- 25日 - 小坂由美子「REASON」
- 25日 - GENDA×BENDA「MODERN DREAM」
- 25日 - 長澤義塾「春をとめないで」
- 25日 - MORE DEEP「NUDIST」

### 4月
- 1日 - JELLY「LOVE」
- 1日 - 田川寿美「女…ひとり旅」
- 1日 - MIND GAMES「ずっと待っていたんだ」
- 8日 - 鈴木ユカリ「私」
- 21日 - 中西保志「愛しかないよ」
- 21日 - LOVE MISSILE「First Kiss」
- 21日 - Ram Jam World「ハウ・ドゥ・ユー・ドゥ?」
- 22日 - 山本太郎「NO.1!」
- 23日 - 遠野舞子「Mr.サブマリン」
- 25日 - E NIGHT「明日の面影」
- 25日 - 米倉利紀「未完のアンドロイド」

### 5月
- 10日 - Mr.Children「EVERYTHING」
- 13日 - ウルフルズ「やぶれかぶれ」
- 21日 - THE YELLOW MONKEY「Romantist Taste」
- 21日 - 小田育宏「真夜中の向こう側」（シングル）「Talk to you」（アルバム）
- 21日 - 小野正利「ピュアになれ」
- 21日 - 馬渡松子「君は今心臓破り」
- 21日 - 髙嶋政宏「胸が痛い」「高嶋政宏～British Green～」
- 21日 - LUNA SEA「IMAGE」（アルバムでメジャーデビュー、デビューシングルは93年2月）
- 21日 - Rokka Baby's 「RHYTHM OF HEART」
- 27日 - 大黒摩季「STOP MOTION」
- 27日 - ぴよぴよ「虹と太陽の丘」

### 6月
- 1日 - JIGGER'S SON「お宝～大切な君だから～」「自画自賛～大切な君だから～」
- 1日 - HEAVEN「WONDERFUL LIFE」
- 10日 - 熊谷幸子「恋の色／好きと言わないで」
- 19日 - DOG FIGHT「NEW AMBITION」
- 21日 - 橘いずみ「君なら大丈夫だよ」（シングル）「君なら大丈夫だよ」（アルバム）
- 21日 - CHIEKO BEAUTY「BEAUTY’S ROCK STEADY」
- 21日 - NAHKI「SOMETHING SPECIAL」
- 21日 - 日出郎「燃えろバルセロナ」（テレビデビューは1985年）
- 21日 - FLOWERS「ラバーマン」
- 21日 - Paint in watercolour「Glare」
- 21日 - モダンチョキチョキズ「新・オバケのQ太郎」
- 23日 - メアリー・J. ブライジ「ユー・リマインド・ミー」（ソロデビュー）
- 24日 - DIMENSION「Le Mans」
- 25日 - PLUS「GREENWICH」

### 7月
- 1日 - 大野幹代「許して…」（ソロデビュー）
- 1日 - 寺田恵子「PARADISE WIND」（ソロデビュー）
- 7日 - ALI PROJECT「恋せよ乙女〜Love story of ZIPANG〜」
- 8日 - 大城光恵「中年よ大志を抱け」
- 22日 - KAZZ「夏の扉」
- 22日 - シャ乱Q「18ヶ月」
- 22日 - 広瀬香美「Bingo!」
- 25日 - 加藤紀子「今度私どこか連れていって下さいよ」
- 25日 - BEYOND「THE WALL」（日本デビュー）

### 8月
- 1日 - 町支寛二「さよなら、紺色のうさぎ」（ソロデビュー）
- 12日 - TWINZER「LEAVE ME ALONE」
- 21日 - Electric Glass Balloon「BEAUTIFUL DAYS E.P」
- 21日 - Selfish「自由になって」
- 21日 - This Time「Happy Birthday」
- 25日 - フィア・ファクトリー「ソウル・オブ・ア・ニュー・マシーン」
- 26日 - KNiFe「この夜の向こうへ」
- 26日 - 浜地たけし「WHOSE BIRTHDAY TODAY」

### 9月
- 9日 - J.A.M.Cream「19番のタンゴ」
- 12日 - 阿部義晴「＋ OR −」（ソロデビュー）
- 16日 - SUPER MONKEY'S「恋のキュート・ビート/ミスターU.S.A.」
- 18日 - 工藤兄弟「もっと俺のそばにおいでよ」
- 21日 - THE SILVER DOGGS「WILD TRAIN」
- 21日 - ネーネーズ「ユンタ」
- 21日 - ロッテンハッツ「サンシャイン」
- 23日 - LADIA「BLIND」（シングル）「Year of 1989」（アルバム）
- 26日 - 細川ふみえ「スキスキスー」
- 30日 - MOON「時間が止まらない」

### 10月
- 1日 - BOO WHO WOO「笑っていようよ」
- 7日 - WIZKIDS 「ニュー・ロスト・ジェネレーション」
- 7日 - 梶原聡「もうすぐ君が風になる」
- 19日 - ジャミロクワイ「When You Gonna Learn」
- 21日 - GARDEN「リダイヤル」（再デビュー）
- 21日 - きんと雲「泣いてもいいよね」
- 21日 - Gen「帰れない二人」（ソロデビュー）
- 21日 - こだま和文「QUIET REGGAE」
- 21日 - TOSHI「made in HEAVEN」（ソロデビュー）
- 21日 - BRAIN DRIVE「完全驚異」
- 21日 - THE ЯEBELS（土橋安騎夫・伊藤浩樹）「VOLUME ONE」
- 25日 - バナナギャングス「哀しみの街かど」

### 11月
- 3日 - レイジ・アゲインスト・ザ・マシーン「レイジ・アゲインスト・ザ・マシーン」
- 4日 - コスモス（今村恵子・大沢さやか）「モスラの歌」
- 4日 - RittZ「RittZ」
- 20日 - CASINO DRIVE「ようこそヘヴン7へ」（シングル）「FEVER VISIONS」（アルバム）
- 21日 - T.UTU「Trouble In Heaven」（ソロデビュー）
- 21日 - 国武万里「もう離れられない」
- 21日 - RUDIE MIDNIGHT RUNNERS「Hello Happy Days」
- 25日 - 阿部三登里「のぞみ坂」
- 25日 - 桜っ子クラブさくら組「なにがなんでも」
- 26日 - access「Virgin Emotion」

### 12月
- 2日 - 木根尚登「泣かないで」（ソロデビュー）
- 2日 - paris blue「あなたがすき」「SING A SIMPLE SONG」
- 16日 - 山本京子「Choo Choo TRAIN」
- 20日 - MANISH「恋人と呼べないDistance」
- 23日 - DEEP'S「DEEP'S IS DEAD」

### デビュー作ランキング (日本)
調査期間:1991年10月7日号-1992年11月30日号
シングル
- 1位 小野正利：「ピュアになれ」（発売月・92年5月）
- 2位 大黒摩季：「STOP MOTION」（92.5）
- 3位 牧瀬里穂：「Miracle Love」（91.10）
- 4位 WANDS：「寂しさは秋の色」（91.12）
- 5位 L.L BROTHERS：「L.L BROTHERSのテーマ」（91.10）
- 6位 KEY WEST CLUB：「お誂え向きのDestiny」（91.11）
- 7位 加納さん：「加納さんのいいんじゃないっスか」（91.10）
- 8位 高橋洋子：「P.S. I miss you」（92.12）
- 9位 DIE IN CRIES：「MELODIES」（92.2）
- 10位 DEER：「Hard Rock」（92.2）
- 11位 大野幹代：「許して…」（92.7）
- 12位 中江有里：「花をください」（91.10）
- 13位 TWINZER：「LEAVE ME ALONE」（92.8）
- 14位 マセキ里穂：「世界で一番素敵な奇跡」（91.10）
- 15位 Arakawa Rap Brothers：「アナーキー・イン・AK」（92.3）
- 16位 SUPER MONKEY'S：「ミスターU.S.A./恋のキュート・ビート」（92.9）
- 17位 J.A.M. Cream：「19番のタンゴ」（92.9）
- 18位 きんちゃん、ぎんちゃん&セタガヤン・プチ：「きんちゃんとぎんちゃん」（92.2）
- 19位 小田茜：「あなたがいるからここにいる」（92.3）
- 20位 松田博幸：「モノクローム・メロディー/Stop Your Crying」（92.2）

アルバム
- 1位 小野正利：「VOICE of HEART」（92.9）
- 2位 DIE IN CRIES：「VISAGE」（92.3）
- 3位 LUNA SEA：「IMAGE」（92.5）
- 4位 AION：「AIONISM」（91.10）
- 5位 M-age：「3 RE-MIX + 1」（92.1）
- 6位 浅倉大介：「LANDING TIMEMACHINE」（91.11）
- 7位 BIG HORN BEE：「BHB 1」（91.10）
- 8位 L.L BROTHERS：「Just Do It!」（91.12）
- 9位 Arakawa Rap Brothers：「ARAKAWA魂」（92.5）
- 10位 HEAVEN：「WONDERFUL LIFE」（92.6）
- 11位 WANDS：「WANDS」（92.6）
- 12位 天野清継：「azure」（92.10）
- 13位 SISTER'S NO FUTURE：「SISTER'S NO FUTURE 1」（92/2）
- 14位 TAG：「イメージ・アルバム「源氏」」（91.11）
- 15位 少年ナイフ：「LET'S KNIFE」（92.8）
- 16位 高橋洋子：「PIZZICATO」（92.4）
- 17位 ササジーズ：「アナコンダウーマン」（91.11）
- 18位 CHICA BOOM：「Chica Boom」（92.1）
- 19位 L⇔R：「L」（91.11）
- 20位 米倉利紀：「Bella donna」（92.5）

## 結成

### 日本
- access（ - 1995年、2002年 - ）
- 荒川ラップブラザーズ（ - 1992年）
- ES CONNEXION（ - 1994年）
- ISIS（ - 1999年）
- インスタントシトロン（ - 2006年）
- W.I.N.S
- Woman's Soul（ - 2001年）
- 宇崎竜童 & RUコネクション with 井上堯之（ - 1998年）
- 'else（ - 2003年）
- エレキブラン（ - 1997年）
- 岡山フィルハーモニック管弦楽団
- オーサカ=モノレール
- オセロケッツ（ - 2004年、2011年 - ）
- 面影ラッキーホール→Only Love Hurts
- COWPERS（ - 2002年）
- かかし
- カズン
- キーレーン（ - 1995年）
- COOL SPOON（ - 1995年?）
- グッチ裕三とグッチーズ
- KBB
- ザ・コブラツイスターズ（ - 2008年）
- THE TWISTARS
- The 5 TEARDROPS
- The LOVE（ - 2009年、2011年 - ）
- サニーデイ・サービス（ - 2000年、2008年 - ）
- 下町兄弟
- ジャパン・チェンバー・オーケストラ
- JUDY AND MARY（ - 1998年、2000年 - 2001年）
- SUPER BELL"Z
- SNAPSHOT（ - 1996年）
- SPANK HAPPY（ - 2006年、2018年 - ）
- SAY'S（ - 1994年）
- 制服向上委員会（ - 2006年、2010年 - ）
- セクシーメイツ（ - 1995年）
- 大日本仏像連合
- TWINZER（ - 2000年、2022年 - ）
- TRF
- This Time
- Terror Squad
- DOG FIGHT（ - 1997年）
- TRY-TONE
- Kneuklid Romance（ - 2000年、2019年 - ）
- Nobodys（ - 1998年、2007年 - ）
- BAAD（ - 1999年、2023年 - ）
- PANICSMILE
- babamania（ - 2008年、2011年 - ）
- paris blue（ - 1996年）
- BALZAC
- FANATIC◇CRISIS（ - 2005年、2022年 - ）
- festa mode（ - 1997年）
- PENICILLIN
- BODY（ - 1994年）
- MICROPHONE PAGER（ - 1997年、2009年）
- MASCHERA（ - 2000年）
- MANISH（ - 1998年）
- MALICE MIZER（ - 2001年）
- MOON（ - 1992年）
- media youth（ - 1999年）
- モト冬樹とナンナラーズ
- モルゴーア・クァルテット
- USED TO BE A CHILD（ - 1993年）
- Ram Jam World（ - 2003年）
- LANCE OF THRILL（ - 1996年）
- LITTLE TEMPO
- ルミナスオレンジ
- rec*rep（ - 1998年、2006年）
- WRENCH
- ROLL DAYS（ - 1999年、2008年）
- ロス・ランチェロス

### 海外
- アーケイナム（ - 2018年）
- アタリ・ティーンエイジ・ライオット（ - 2000年、2010年 - ）
- インサニア
- ウィーザー
- エドガイ（ - 2020年）
- MxPx
- カーディガンズ（ - 2006年、2012年 - ）
- カタトニア（ - 2001年）
- カチンゲレー（ - 2001年、2005年 - ）
- カレニッシュ・サークル（ - 2007年）
- キャスト（ - 2001年、2010年 - ）
- グアソネス
- グラス・ハマー
- グランダディ（ - 2006年、2012年 - ）
- グレイヴワーム
- クレチン
- ゲイツ・オヴ・イシュター（ - 1998年、2015年 - 2016年、2022年 - ）
- コーン
- SoundTeMP（ - 2006年?）
- シェラック
- シャイナー（ - 2003年、2012年 - ）
- シャドウランド（ - 1996年、2009年 - ）
- ジャミロクワイ
- ZAM（ - 1995年）
- シュガー（ - 1996年）
- ステレオフォニックス
- ストーン・サワー（ - 1997年、2000年 - 2020年）
- スポックス・ビアード
- セイバーズ・オブ・パラダイス（ - 1995年）
- セファリック・カーネイジ
- Darlin'（ - 1993年）
- ディエズ・イラエ（ - 1997年、2000年 - 2005年）
- デュー・センテッド（ - 2018年）
- ナグルファー
- ナザム（ - 2005年）
- ナダ・サーフ
- Noise（ - 2009年）
- パドル・オブ・マッド
- バビロン・ズー（ - 2000年）
- ハンソン
- P.O.D.
- ビスィーチ（ - 2006年、2013年 - ）
- ビルト・トゥ・スピル
- フーヴァー（ - 1994年）
- ブライアン・セッツァー・オーケストラ
- フライング・ソーサー・アタック（ - 2000年、2015年 - ）
- ブラッド
- フリーク・キッチン
- ブリンク 182（ - 2005年、2009年 - ）
- ヘイトスフィア
- ムーンスペル
- メイズ・オブ・トーメント（ - 2007年）
- モダンドッグ
- ランドベルク（ - 1996年）
- リージョン・オブ・ザ・ダムド
- レス・ザン・ジェイク
- レタス
- ローディ
- ロザムンデ四重奏団

## 解散・活動休止
- 1月17日 - テラ・ローザ
- 1月24日 - BARBEE BOYS（2003年再結成）
- 1月 - CHA-CHA
- 2月17日 - ティン・マシーン
- 5月8日 - ふきのとう
- 7月1日 - グラスバレー
- 7月 - ANTHEM（2001年再結成）
- 8月 - TNT（1996年再結成）
- 10月 - BABY'S
- 12月31日 - チェッカーズ

### 年内
- アーマード・セイント（1999年再結成）
- アグノスティック・フロント（1997年再始動）
- アンジー
- AURA（2006年活動再開）
- GRAND PRIX
- GEN
- サイバーニュウニュウ（2015年活動再開）
- サンクチュアリ（2010年活動再開）
- G・GRIP
- The JG's
- ジョニー・ヘイツ・ジャズ（2009年再結成）
- スキン・ヤード
- ゾディアック（2010年再結成）
- ダーク・エンジェル（2002年活動再開）
- テンプル・オブ・ザ・ドッグ
- TOKYO ENSEMBLE LAB
- Heart Of Klaxon
- BAKU
- パブリック・イメージ・リミテッド（2009年活動再開）
- ヒーゼン（2001年活動再開）
- ヴィクセン（1997年活動再開）
- ブリザード
- ヨーロッパ（2003年再始動）
- ラーズ（1994年活動再開）
- ラーズ・ロキット（2005年活動再開）
- ラット（1997年再結成）
- LAZY LOU's BOOGIE

## 再結成
- ヴェルヴェット・アンダーグラウンド（ - 1997年）
- ウルトラヴォックス（ - 1996年）
- スターシップ
- ディザスター
- マーシフル・フェイト（ - 1999年）
- マッドネス
- ヤードバーズ
- RED WARRIORS（限定）
- ロケッツ（1年限定）

## バルセロナ五輪テーマ曲

### テレビ局
NHK
- 『パラダイス・ウインド』寺田恵子

作詞：安藤芳彦、作曲：ジミー・ジョンソン（馬飼野康二）、編曲：是永巧一

## 誕生
- 1月22日 - 新内眞衣（埼玉県、歌手、元乃木坂46）
- 1月23日 - 千菅春香（岩手県、歌手・声優）
- 1月31日 - MARiA（茨城県、歌手、GARNiDELiAおよびChix Chicksのメンバー）
- 1月31日 - ヤギヌマカナ（福島県、歌手、カラスは真っ白）
- 2月1日 - 戸渡陽太（福岡県、歌手）
- 2月1日 - たきび　(東京都、歌手、datto)
- 2月7日 - 矢島舞美（埼玉県、歌手・女優、元℃-ute）
- 2月9日 - 北園涼（鹿児島、俳優・歌手）
- 2月25日 - 夏代孝明（大阪府、歌手、夏と彗星）
- 3月2日 - 佐藤史果（東京都、歌手）
- 3月6日 - 嗣永桃子（千葉県、元歌手・女優・タレント、カントリー・ガールズおよびBerryz工房・Buono!の元メンバー）
- 3月11日 - 東山奈央（東京都、声優・歌手、ワルキューレ）
- 3月13日 - 向井太一（福岡県、歌手）
- 3月19日 - 椎木知仁（新潟県、歌手、My Hair is Bad）
- 3月25日 - Machico（広島県、声優・歌手）
- 3月27日 - 悠木碧（千葉県、歌手・声優、petit milady）
- 4月3日 - 大場美奈（神奈川県、歌手、AKB48およびSKE48の元メンバー）
- 4月3日 - 山田菜々（大阪府、元歌手・タレント、NMB48およびSKE48・SI☆NAの元メンバー）
- 4月18日 - 幸田夢波（東京都、元声優・歌手）
- 4月27日 - 瀬川あやか（北海道、歌手）
- 4月30日 - 寺久保エレナ（北海道、サクソフォーン奏者）
- 5月1日 - 吉川友（茨城県、歌手）
- 5月5日 - 深澤辰哉（東京都、歌手・俳優、Snow Man）
- 5月12日 - 片平里菜（福島県、歌手）
- 5月15日 - 常田大希（長野県、歌手、King Gnuおよびmillennium paradeのメンバー）
- 5月19日 - コレサワ（大阪府、歌手）
- 5月19日 - サム・スミス（ イギリス、歌手）
- 5月20日 - 熊谷和海（大阪府、歌手、BURNOUT SYNDROMES）
- 5月22日 - 徳永千奈美（神奈県、元歌手、元Berryz工房）
- 5月30日 - 横山直弘（北海道、歌手、感覚ピエロ）
- 6月5日 - 古川小夏（神奈川県、歌手、アップアップガールズ（仮））
- 6月16日 - 駒沢浩人（千葉県、歌手、ROOT FIVE）
- 6月26日 - 堀井新太（東京都、歌手・俳優、D-BOYSおよびD☆DATEのメンバー）
- 6月29日 - 朝倉さや（山形県、歌手）
- 7月5日 - 佐久間大介（東京都、歌手・俳優、Snow Man）
- 7月15日 - 久住小春（新潟県、歌手・モデル、元モーニング娘。）
- 7月22日 - コムアイ（神奈川県、歌手、元水曜日のカンパネラ）
- 7月22日 - セレーナ・ゴメス（ アメリカ合衆国、歌手）
- 7月31日 - ニコラス・エドワーズ（ アメリカ合衆国、歌手）
- 8月3日 - 井上竜馬（大阪府、歌手、SHE'S）
- 8月6日 - 大西沙織（千葉県、声優・歌手、BEST FRIENDS!）
- 8月8日 - 逢田梨香子（東京都、声優・歌手、Aqours）
- 8月16日 - 石若駿（北海道、歌手、King GnuおよびCRCK/LCKSのメンバー）
- 8月20日 - 白石麻衣（群馬県、歌手・モデル・女優、元乃木坂46）
- 8月25日 - 夏焼雅（埼玉県、歌手・女優・タレント、PINK CRES.およびBerryz工房・Buono!の元メンバー）
- 8月26日 - 重岡大毅（兵庫県、歌手・俳優、WEST.）
- 8月27日 - 松村沙友理（大阪府、歌手・モデル・女優、元乃木坂46）
- 9月4日 - 藤原泰斗（愛媛県、キーボーディスト、AYABIE）
- 9月14日 - おおたえみり（兵庫県、歌手）
- 9月21日 - 内田雄馬（東京都、声優・歌手）
- 9月26日 - のだこころ（福岡県、女優・歌手）
- 9月27日 - ナナホシ管弦楽団（滋賀県、VOCALOIDプロデューサー・ギタリスト、Mr.FanTastiC）
- 9月27日 - 根岸愛（埼玉県、歌手、元PASSPO☆）
- 10月2日 - 志村理佳（神奈川県、元歌手、元SUPER☆GiRLS）
- 10月15日 - 雫（福岡県、歌手、ポルカドットスティングレイ）
- 10月23日 - こやまたくや（京都府、歌手、ヤバイTシャツ屋さん）
- 10月28日 - majiko（東京都、歌手）
- 11月5日 - 渡辺翔太（東京都、歌手・俳優、Snow Man）
- 11月15日 - 峯岸みなみ（東京都、歌手、ノースリーブス、元AKB48）
- 11月21日 - 指原莉乃（大分県、歌手、Not yet、HKT48およびAKB48・STU48の元メンバー）
- 11月23日 - マイリー・サイラス（ アメリカ合衆国、歌手・女優）
- 11月24日 - Miracle Vell Magic（東京都、歌手）
- 12月8日 - 横山由依（京都府、歌手、Not yet、AKB48およびNMB48の元メンバー、AKB48グループ2代目総監督）
- 12月13日 - edda（福岡県、歌手）
- 12月28日 - 数原龍友（兵庫県、歌手・ダンサー、GENERATIONS from EXILE TRIBE）
- 12月28日 - 吉田菫（福島県、歌手、SILENT SIREN）

## 死去
- 1月17日 - 赤坂小梅（福岡県、芸者歌手、*1906年）
- 1月18日 - タデウシュ・ジュムジンスキ（ ポーランド、ピアニスト、*1924年）
- 1月21日 - ボリス・アラポフ（ ロシア帝国、作曲家、*1905年）
- 1月23日 - ハリー・モーティマー（ イギリス、指揮者、*1902年）
- 1月29日 - ウィリー・ディクスン（ アメリカ合衆国、ブルースミュージシャン、*1915年）
- 2月2日 - バート・パークス（ アメリカ合衆国、俳優・歌手、*1914年）
- 2月3日 - ジュニア・クック（ アメリカ合衆国、サックス奏者、*1934年）
- 2月6日 - パウル・シュミッツ（ ドイツ、指揮者、*1898年）
- 2月9日 - フォルデシュ・アンドール（ ハンガリー、ピアニスト、*1913年
- 2月10日 - フレッド・ハインズ（ アメリカ合衆国、音響技術者、*1908年）
- 2月15日 - ウィリアム・シューマン（ アメリカ合衆国、作曲家、*1910年）
- 2月20日 - ピエール・デルヴォー（ フランス、指揮者、*1917年）
- 2月22日 - スディルマン・アーシャド（ マレーシア、歌手、*1954年）
- 2月23日 - トニー・ウィリアムス（ アメリカ合衆国、ジャズドラマー、*1945年）
- 2月26日 - ハニー・シーイサーン（ タイ、モーラム歌手、*1971年）
- 2月29日 - ラ・ルーペ（ キューバ、歌手、*1939年））
- 3月 - マリリン・ムーア（ アメリカ合衆国、ジャズ歌手、*1931年）
- 3月4日 - ヴェレシュ・シャーンドル（ ハンガリー、作曲家、*1907年）
- 3月6日 - エリク・ノルドグレン（ スウェーデン、作曲家、*1913年）
- 3月9日 - フランコ・マルゴーラ（ イタリア、作曲家、*1908年）
- 3月10日 - ジョルジュ・ドルリュー（ フランス、作曲家、*1925年）
- 3月10日 - 児井英生（兵庫県、映画監督・脚本家・作詞家、*1908年）
- 3月23日 - ハリー・ダティナー（ スイス、ピアニスト、*1923年）
- 3月27日 - ハラール・セーヴェルー（ ノルウェー、指揮者、*1897年）
- 3月29日 - エーベルハルト・ウェヒター（ オーストリア、歌手、*1929年）
- 3月31日 - アルフレド・デ・アンジェリス（ アルゼンチン、指揮者・ピアニスト、*1912年）
- 4月8日 - ナベ（岐阜県、ベーシスト、*不詳）
- 4月9日 - エリック・ヴェルバ（ ドイツ、ピアニスト、*1918年）
- 4月12日 - エットーレ・グラチス（ イタリア、指揮者、*1915年）
- 4月25日 - 尾崎豊（東京都、シンガーソングライター、*1965年）
- 4月27日 - オリヴィエ・メシアン（ フランス、作曲家、*1908年）
- 4月27日 - 名取吾朗（作曲家、*1921年）
- 4月28日 - アンドリア・バランチヴァーゼ（ ジョージア、作曲家、*1906年）
- 5月1日 - アールパード・ゲーレツ（ ハンガリー、指揮者・ヴァイオリニスト、*1924年）
- 5月1日 - 内田るり子（東京都、声楽家・民俗音楽研究者、*1920年）
- 5月2日 - 武川寛海（東京都、音楽評論家、*1914年）
- 5月10日 - ジョアン・メリル（ アメリカ合衆国、歌手・女優、*1918年）
- 5月11日 - いずみたく（東京都、作曲家、*1930年）
- 5月22日 - ラーンキ・ジェルジ（ ハンガリー、作曲家、*1907年）
- 5月23日 - アタウアルパ・ユパンキ（ アルゼンチン、フォルクローレのシンガーソングライター、*1908年）
- 5月25日 - ルイス・エサ（ ブラジル、ピアニスト、*1936年）
- 5月29日 - オリー・ハルソール（ イギリス、ギタリスト、*1949年）
- 5月29日 - ルドルフ・アルベルト（ ドイツ、指揮者、*1918年）
- 6月8日 - アルフレート・ウール（ オーストリア、作曲家、*1909年）
- 6月9日 - 平岡照章（東京都、作曲家、*1907年）
- 6月10日 - 中村八大（ 中華民国、作曲家、*1931年）
- 6月11日 - ラファエル・オロスコ・マエストレ（ コロンビア、歌手、*1954年）
- 6月12日 - エディト・フォーゲル（ オーストリア、ピアニスト、*1912年）
- 6月13日 - プムプワン・ドゥワンチャン（ タイ、歌手・俳優、*1961年）
- 6月14日 - 荻原利次（大阪府、作曲家、*1910年）
- 6月17日 - 金子健造（福岡県、歌人・作詞家、*1905年）
- 6月18日 - ピーター・アレン（ オーストラリア、歌手、*1944年）
- 6月20日 - チャールズ・グローヴズ（ イギリス、指揮者、*1915年）
- 6月27日 - アラン・ジョーンズ（ アメリカ合衆国、俳優・歌手、*1907年）
- 6月28日 - ヴィトヤ・ヴロンスキー（ ロシア、ピアニスト、*1909年）
- 6月29日 - マリオ・ロッシ（ イタリア、指揮者、*1902年）
- 7月4日 - アストル・ピアソラ（ アルゼンチン、作曲家・バンドネオン演奏家、*1921年）
- 7月5日 - 近江俊郎（東京都、歌手、*1918年）
- 7月6日 - レイ・エイブラムス（ アメリカ合衆国、サクソフォーン奏者、*1920年）
- 7月12日 - アロイス・フレイシュマン（ アイルランド、作曲家、*1910年）
- 7月12日 - カルロ・ファン・ネステ（ ベルギー、ヴァイオリニスト、*1914年）
- 7月20日 - ニコライ・シデルニコフ（ ソビエト連邦、作曲家、*1930年）
- 7月24日 - アルレッティ（ フランス、モデル・女優・歌手、*1898年）
- 7月24日 - ニコラ・ルッチ（ イタリア、指揮者、*1909年）
- 7月25日 - ゲイリー・ウィンド（ イギリス、サックス奏者、*1941年）
- 7月28日 - ハワード・ロバーツ（ アメリカ合衆国、ジャズギタリスト、*1929年）
- 7月29日 - ゲルハルト・ヘッツェル（ ユーゴスラビア王国、ヴァイオリニスト、*1940年）
- 8月3日 - 中村哲（ カナダ、俳優・声楽家、*1908年）
- 8月4日 - アンリ・オネゲル（ スイス、チェリスト、*1904年）
- 8月5日 - ジェフ・ポーカロ（ アメリカ合衆国、ドラマー、*1954年）
- 8月7日 - セミー・モズレー（ アメリカ合衆国、モズライト創業者、*1935年）
- 8月12日 - ジョン・ケージ（ アメリカ合衆国、作曲家、*1912年）
- 8月16日 - マーク・ハード（ アメリカ合衆国、ミュージシャン、*1951年）
- 8月19日 - ジャン・ユボー（ フランス、ピアニスト、*1917年）
- 8月21日 - テオドール・ベルガー（ オーストリア、作曲家、*1905年）
- 9月15日 - スルハン・ツィンツァーゼ（ ジョージア、作曲家、*1925年）
- 9月17日 - ロジェー・ワーグナー（ アメリカ合衆国、指揮者、*1914年）
- 9月22日 - 西村昭夫（高知県、サクソフォーン奏者、*1936年）
- 9月23日 - 白蘭兒（ 韓国、歌手、*1925年）
- 9月25日 - 松尾和子（東京都、歌手、*1935年）
- 9月26日 - MASAMI（千葉県、歌手、*1957年）
- 9月30日 - 松村又一（奈良県、作詞家・民謡作家、*1898年）
- 10月1日 - 斎藤学（埼玉県、ゲーム作曲家、*1970年）
- 10月7日 - ハロルド・トラスコット（ イギリス、ピアニスト、*1914年）
- 10月13日 - 太地喜和子（和歌山県、女優、*1943年）
- 10月14日 - 玉川良一（群馬県、俳優・声優・浪曲師、*1924年）
- 10月19日 - モーリス・ルルー（ フランス、指揮者、*1923年）
- 10月20日 - ヴェルナー・トルカノフスキー（ ドイツ、指揮者、*1926年）
- 11月2日 - ジャック・ホイットニー（ アメリカ合衆国、音響技術者、*1905年）
- 11月2日 - 永井智子（茨城県、アルト歌手、*1908年）
- 11月8日 - ラリー・レヴァン（ アメリカ合衆国、DJ・音楽プロデューサー、*1954年）
- 11月8日 - レッド・ミッチェル（ アメリカ合衆国、ジャズミュージシャン、*1927年）
- 11月13日 - モーリス・オアナ（ イギリス、作曲家、*1913年）
- 11月14日 - ジョージ・アダムス（ アメリカ合衆国、サックス・フルート奏者、*1940年）
- 11月16日 - 立松ふさ（東京府、声楽家、*1891年）
- 11月18日 - ドロシー・カーステン（ アメリカ合衆国、ソプラノ歌手、*1910年）
- 11月21日 - セヴェリーノ・ガッゼローニ（ イタリア、フルート奏者、*1919年）
- 11月22日 - 天池真佐雄（東京都、ピアニスト、*1910年）
- 11月23日 - ロイ・エイカフ（ アメリカ合衆国、歌手、*1903年）
- 11月24日 - アンリエット・ピュイグ＝ロジェ（ フランス、ピアニスト・オルガニスト、*1910年）
- 11月25日 - マルク・レイゼン（ ロシア、オペラ歌手、*1895年）
- 12月3日 - アイナ・スーエズ（ アメリカ合衆国、歌手、*1903年）
- 12月6日 - ユングヴェ・シェルド（ スウェーデン、作曲家、*1899年）
- 12月9日 - 篠田昌已（東京都、ミュージシャン、JAGATARA、*1958年）
- 12月11日 - 岸洋子（山形県、シャンソン歌手、*1935年）
- 12月21日 - アルバート・キング（ アメリカ合衆国、ブルースギタリスト、*1923年）
- 12月21日 - ナタン・ミルシテイン（ ウクライナ、ヴァイオリニスト、*1903年）
- 12月21日 - フィリップ・ファーカス（ アメリカ合衆国、ホルン奏者、*1914年）
- 12月23日 - エディ・ヘイゼル（ アメリカ合衆国、ギタリスト、*1950年）
- 12月24日 - 海童道祖（福岡県、尺八奏者、*1911年）
- 12月26日 - ニキタ・マガロフ（ ロシア帝国、ピアニスト、*1912年）

月日不明
- 十二村哲（北海道、作詞家、*1918年）
- ニック・デカロ（ アメリカ合衆国、音楽プロデューサー、*1938年）
- ビレギーン・ダムディンスレン（ モンゴル、作曲家、*1919年）
- 山川直春（金沢県、音楽家、*1911年）